# Digital Equipment Corporation VT-180
Digital Equipment Corporation VT-180 (VT-180) је професионални рачунар, производ фирме Digital Equipment Corporation који је почео да се израђује у Сједињеним Америчким Државама током 1982. године.
Користио је Z80 као централни микропроцесор а RAM меморија рачунара VT-180 је имала капацитет од 64 KB. 
Као оперативни систем кориштен је CP/M.

## Детаљни подаци
Детаљнији подаци о рачунару VT-180 су дати у табели испод.
|                       |                                                                    |
| [ 1 ]                 |                                                                    |
| Произвођач            |                                                                    |
| Тип                   | професионални рачунар                                              |
| Меморија              | 64 KB                                                              |
| Поријекло             | Сједињене Америчке Државе                                          |
| Година                | 1982                                                               |
| Тастатура             | Пуни помак 77 тастера, са нумеричком тастатуром + тастерима смјера |
| Процесор              |                                                                    |
| Фреквенција процесора | 4                                                                  |
| RAM                   | 64 KB                                                              |
| ROM                   | непознато                                                          |
| Текст                 | 80 или 132 стубова x 25 линија                                     |
| Графика               | нема                                                               |
| Боја                  | једна боја                                                         |
| Звук                  | мали звучник                                                       |
| Димензије             | непознато                                                          |
| Портови               |                                                                    |
| Оперативни систем     |                                                                    |